# Claus Ryskjær
Claus Ryskjær, född 26 juni 1945 i Frederiksberg, död 12 december 2016, var en dansk skådespelare. Ryskjær har bland annat medverkat i tv-serien Huset på Christianshavn och i flera filmer om Olsen-banden.

## Filmografi i urval
- 1968 – I den gröna skog
- 1969 – Kalabalik hos polisen
- 1969 – Pigen fra Egborg
- 1970 – Sången om den röda rubinen
- 1970 – Oktoberdage
- 1972 – Olsenbandets stora kupp
- 1972 – Nu går den på Dagmar
- 1973 – Robin Hood (röst i dansk dubbning)
- 1973–1977 – Huset på Christianshavn (TV-serie)
- 1975 – Storsvindlarligan
- 1977 – Olsen-banden deruda'
- 1981 – Jeppe på bjerget
- 1981 – Micke och Molle: Vänner när det gäller (röst i dansk dubbning)
- 1981 – Pelle Svanslös (röst i dansk dubbning)
- 1981 – Olsen-banden over alle bjerge
- 1984 – Samson & Sally (röst i dansk dubbning)
- 1986 – Valhall (röst i dansk dubbning)
- 1988 – Oliver & gänget (röst i dansk dubbning)
- 1990 – Fågelkriget (röst i dansk dubbning)
- 1998 – Danska Olsenbandet tar hem spelet
- 1998 – H.C. Andersens skugga
- 2000 – Spindeln (TV-serie)
- 2001 – Olsen-banden Junior
- 2007 – Djungeldjuret Hugo - På villovägar